# Martin Island, Labrador
Martin Island är en ö i Kanada.   Den ligger i provinsen Newfoundland och Labrador, i den östra delen av landet, 1 600 km nordost om huvudstaden Ottawa. Arean är 22,2 kvadratkilometer.
Terrängen på Martin Island är lite kuperad. Öns högsta punkt är 251 meter över havet. Den sträcker sig 6,4 kilometer i nord-sydlig riktning, och 7,3 kilometer i öst-västlig riktning.
Trakten runt Martin Island är nära nog obefolkad, med mindre än två invånare per kvadratkilometer.